# 广东神社
广东神社是日本侵华战争时期大日本帝国于中华民国广东省广州市建立的一座神社，由鸟居和军神屋组成，用于祭祀天照大神、明治天皇和靖国神社分灵。日本在第二次世界大战期间由于殖民地广阔，因此在日本本土以外的地区建立了不少海外神社，这些海外神社在战争结束后有的被拆除，有的被保留，有的被改造成其他建筑，而广东神社在战后则是被部分拆除和改造，现已不复存在。2003年6月，广州市南越王宫署遗址挖掘出土了一批广东神社的遗迹遗物，现保存于南越王宫博物馆中。

## 历史

### 建立
由于史料较为欠缺且个别史料有矛盾，广东神社建立的具体时间有多种说法。南越王宫博物馆的专家钟剑峰在查阅史料时发现，当时日本外务省及文部省认可的华南地区唯一的日本在外指定学校──广东日本人小学校的1934年（昭和九年）的学校事务档案中记载了全校师生于1934年11月3日参加广东神社建成典礼的事件，而日本历史学家中村孝也在其著作《支那之行》（日语：『支那を行く』）中提到，广东神社的历史要追溯到1934年11月3日沙面英国租界的日本人小学校全校师生参加广东神社建成庆典，且以后每年的11月3日都固定举行庆典。因为这两份史料正好相互印证，所以钟剑峰认为广东神社应该是建立于1934年11月3日。而其他的史料则有不同的记载，如日本外务省东亚局年度执务报告中记录的广东神社于建立时间是1934年9月。而杨万翔、苏信和柯铭铸这三位本土广州人在向在羊城晚报旗下的金羊网上的投稿中提到广东神社的建立时间是在1938年10月21日以后，即广州战役中中国战败广州沦陷以后建立的。
而广东神社的建立地点，则是位于沙面岛英国租界，占地面积较小，仅有50平方米左右。1939年10月广东神社搬迁至原惠爱东路的永汉公园，又称汉民公园，即今广州中山四路的南越王宫博物馆位置，占地面积扩大到2562平方米，即占用了整个公园的面积作为神社用地。

### 改造
抗日战争结束后，神社成为了日军的遗留建筑，已经失去了原有的祭祀作用。于是广州市民将鸟居部分拆除砸烂，而神社的本体军神屋则继续遗留在汉民公园内。1947年，广州市政府考虑到其地理位置位于人流量大的地方，保留着侵华时期的日式建筑物不妥，故对神社内部进行修缮，将其改造成阅览室，对其进行利用，使其转型服务广州市民。
1951年，广州市政协委员李沛认为日军遗留的建筑是国耻，建议彻底拆除广东神社，并在原地建立纪念广州解放的广州解放纪念亭。广州市政府接到建议后决定清除神社中战时所遗留的国民党和日军的标志性痕迹，如国民党党徽等。但对于对神社的本体军神屋进行拆除，政府没有立刻做决定，因为考虑到神社已经被改造成服务市民的阅览室，要拆除会影响到市民，同时由于神社坚固的建筑特点，拆除需要耗费较多的财力和人力，且神社内没有遗留特别明显的日军的标志，于是经过广州市文教局、广州市建设局和中央人民政府政务院文化教育委员会等多方长期的研讨，基于经济成本和历史政治方面的权衡，政府最终没有对神社进行拆除。

### 遗物出土
抗日战争结束后，虽然广东神社没有立刻被完全拆除，但是当时日本神道的神职人员在撤离广州时曾将当时的神道器具埋入土中以免受到广州本地居民的破坏。而加上后来对神社的局部拆除和改造，使得广东神社失去原本的样子。而在2003年6月，南越王宫署遗址挖掘出土了一批广东神社的文物，如石灯笼柱和一些神道祭祀器物等。通过这些出土的遗物，可以进一步还原广东神社的原状，从而进一步了解广东神社，但广东神社的详细资料仍然较为欠缺。

## 职能
在抗日战争期间，日军建立的广东神社的职能在于祭祀。祭祀对象有神道的最高神祇天照大神，以及日本明治时期的天皇明治天皇，还有代表战死日军士兵的靖国神社分灵。这和日本大多数神社的职能类似，即祭祀日本神道教传说中的神和被视为天照大神后裔的现实中的日本天皇。而战争时期的广东神社和日本的一般神社比起来，还增加了祭祀战亡士兵的靖国神社职能，目的是为了在精神上鼓舞士气，为日本法西斯主義和日本軍國主義服务，促进战争的继续扩张。战时日本在中国乃至其他海外殖民地建立的神社均有此类为战争服务的附加职能。而广东神社虽然建在广州，但也不仅是对驻穗日军有作用，其作用其实是扩展到日本本土乃至全世界的，因为通过在广州建立广东神社，可以通过神道教使侵略战争正当化，以蒙蔽日本普通民众的思想，让日本普通民众觉得侵占广州乃至侵华是神道庇护下的正当行为。
广东神社作为宗教场所，也自然成为了举办大型政治军事活动的好场所。1941年，日军官兵在广东神社举行了大日本帝国海军成立69周年的庆典，1942年，日本侵占新加坡，日军官兵和汉奸也在广东神社举办的庆典并进行参拜。
除了对日本人方面的职能外，战时的广东神社还起到了对当地广州市民的思想和文化的同化作用。因为神社是日本神道教的特征性建筑物，就如同寺院之于佛教，清真寺之于伊斯兰教，道观之于道教一样，是宗教精神在现实中的表现。战时日军侵占广州，要更好地殖民广州，其中一个有效的方法就是先同化广州人的思想，推行皇民化運動，例如强迫当地人学日语等，而神社作为宗教建筑，自然是也是很好的一个途径。也就是说，日军希望通过广东神社来使广州人逐渐丧失自己原有的中华文化，从而实现大东亚共荣，以达到更好地殖民效果，便于统治。
日本战败投降后，广东神社就失去了原有的政治职能和宗教职能。后来广东神社被改造为阅览室，起到了服务市民的作用。

## 影响
战时的广东神社由于履行政治宗教职能，所以日军也会强迫广州人去参拜广东神社，也要求广州人经过广东神社时要对广东神社行礼，否则会遭到日军的殴打。
战争结束后，随着城市的发展以及广东神社的拆除和改造，广东神社逐渐失去原本的样貌，所以后来人对广州神社的了解并不多。2015年，即中国抗日战争胜利70周年暨世界反法西斯战争胜利70周年时，廣東南方衛視的时事评论节目今日最新闻的记者对广州本土市民进行采访，询问是否了解过广东神社。采访的对象为中年人，但大多数表示没有听说过，只有一位中年大叔则表示小时候曾听长辈说过是放日军战死者牌位的地方。

## 出土展品

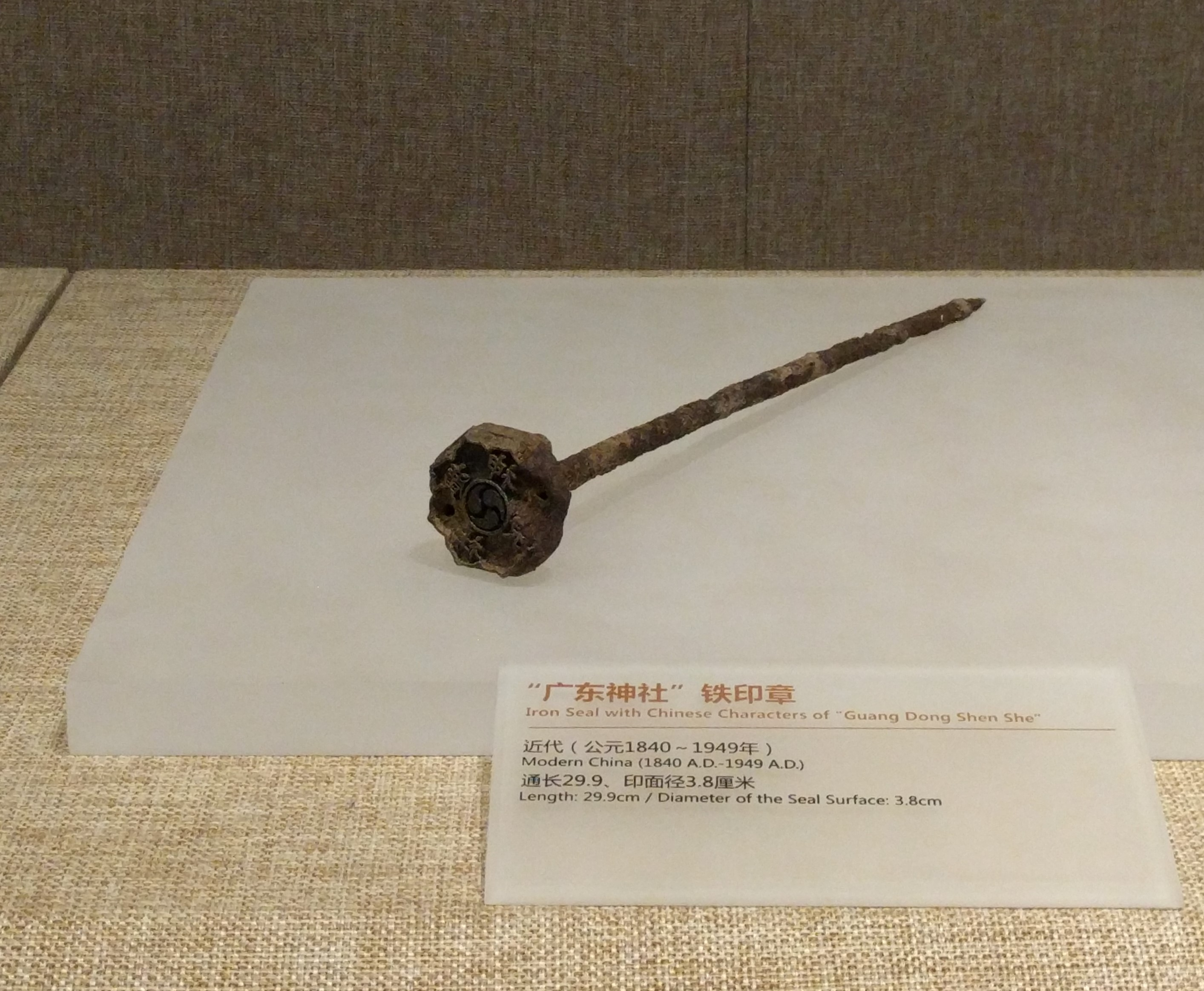
铁印章
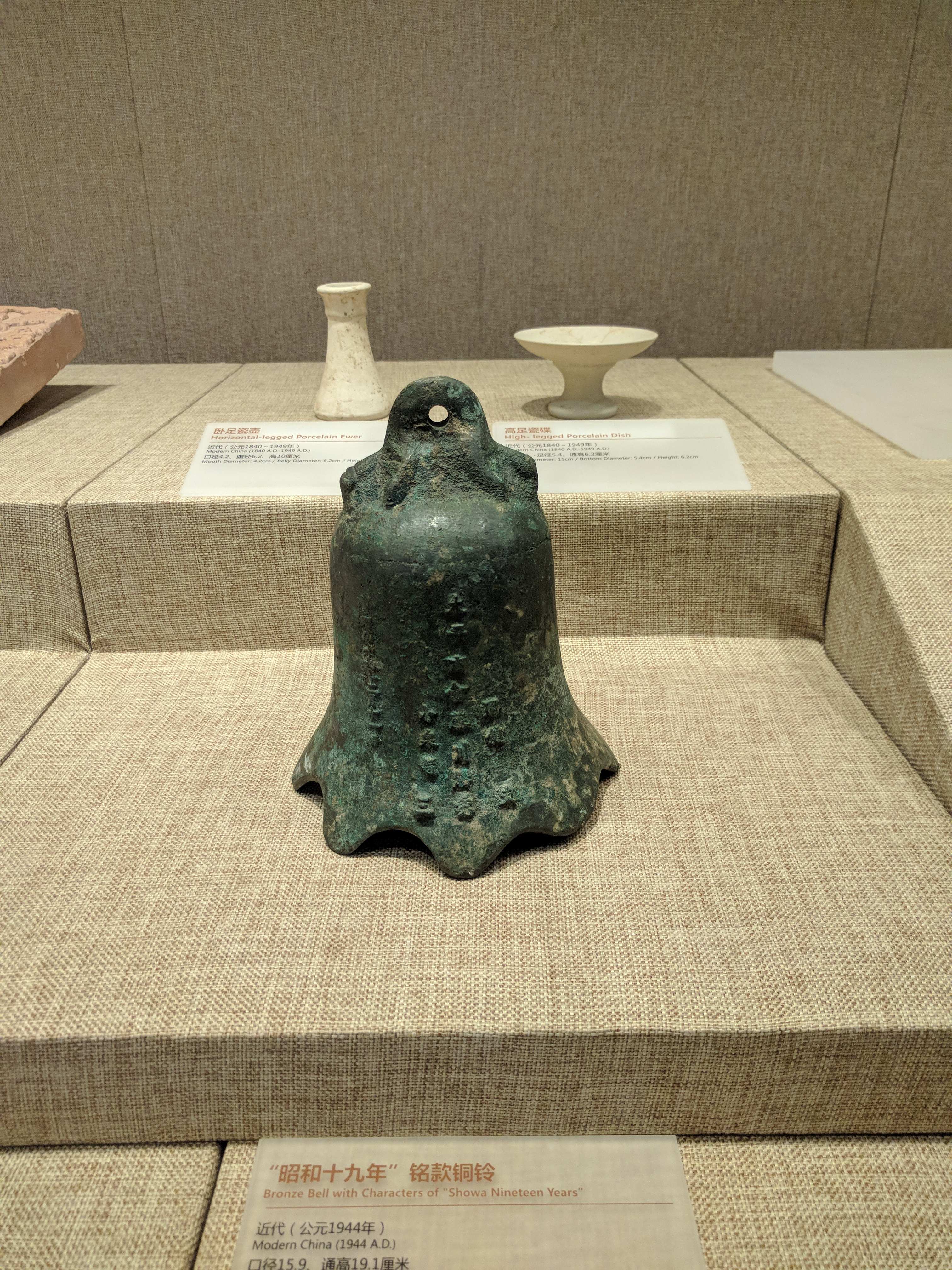
铜铃
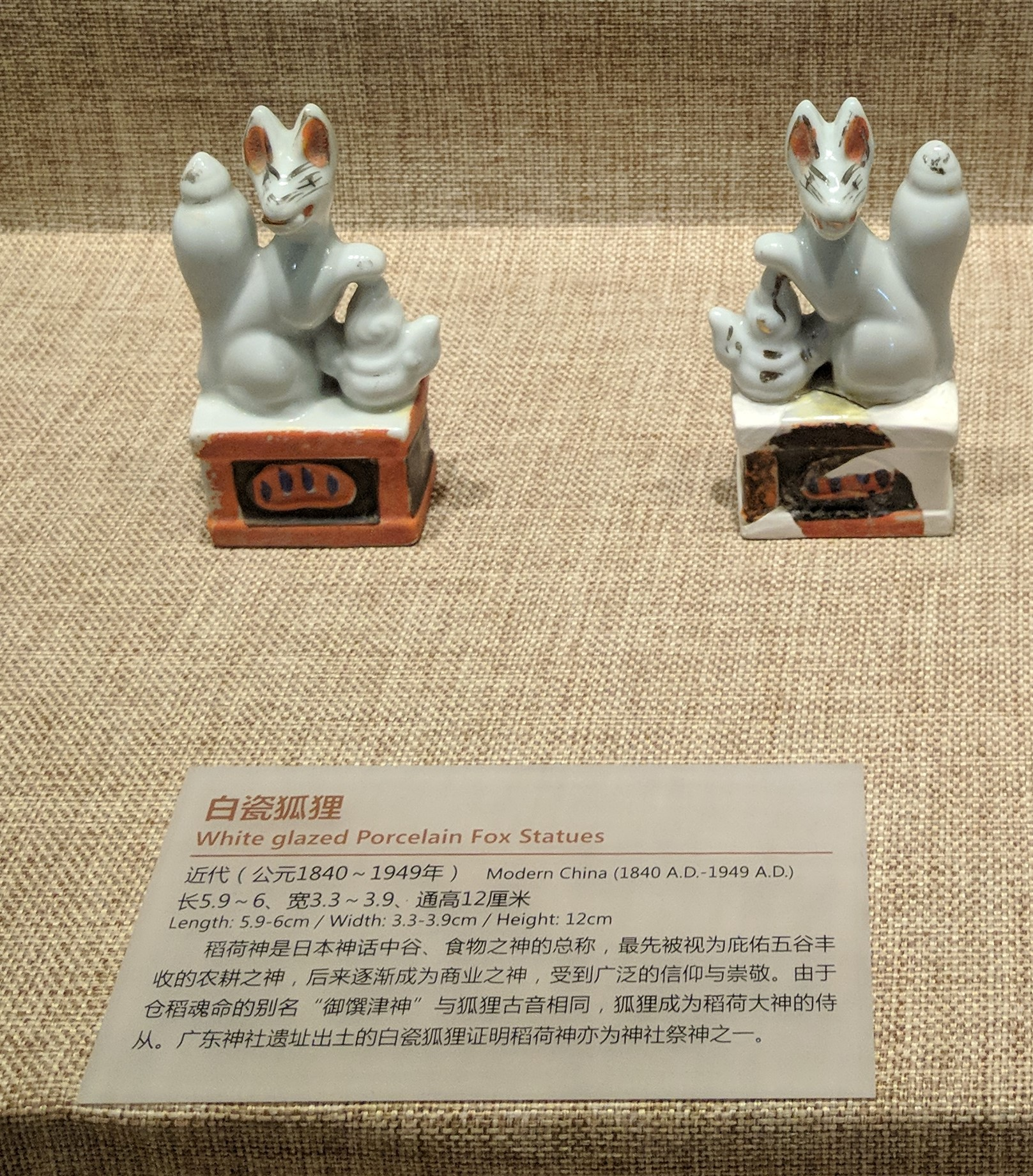
白瓷狐狸
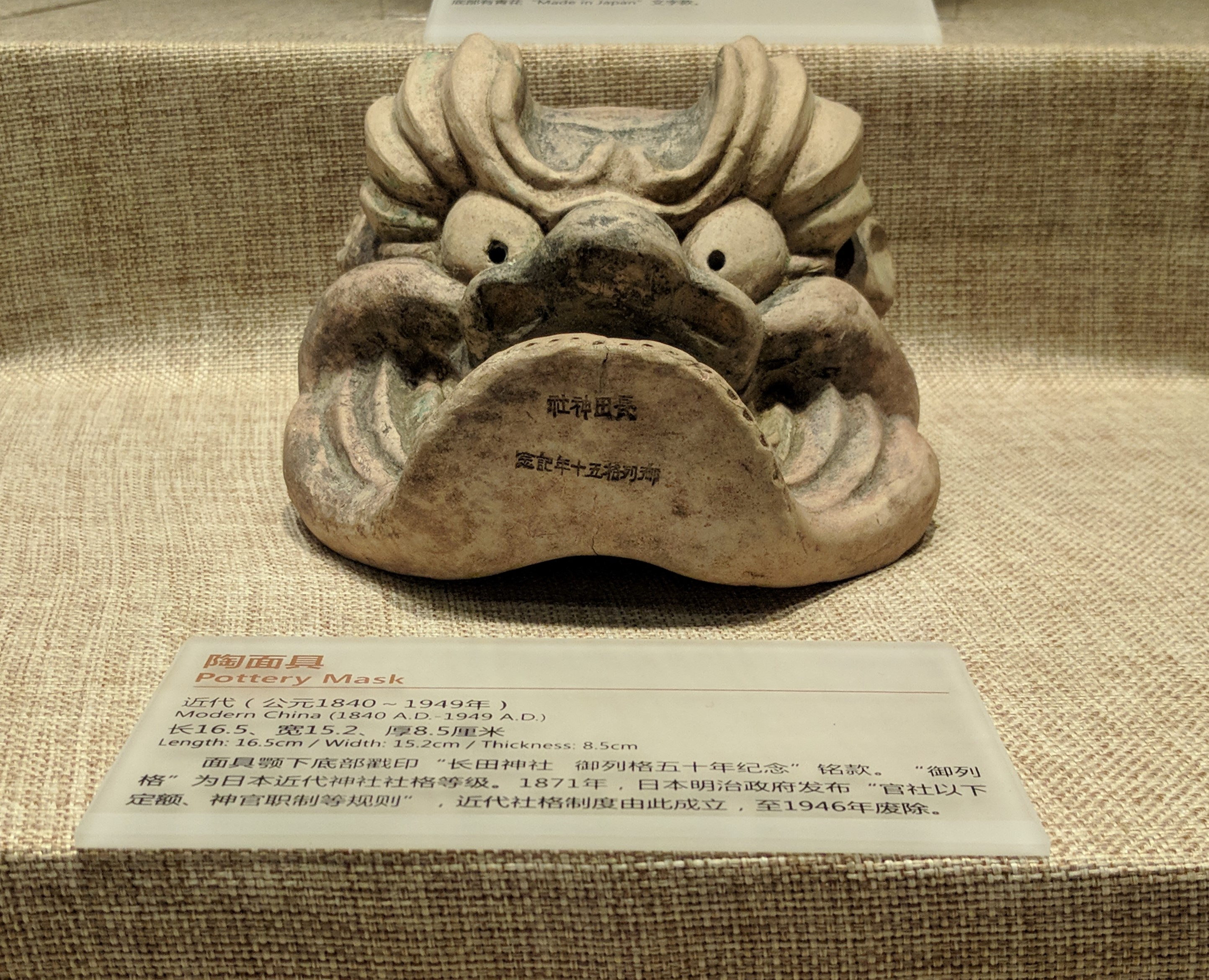
陶面具
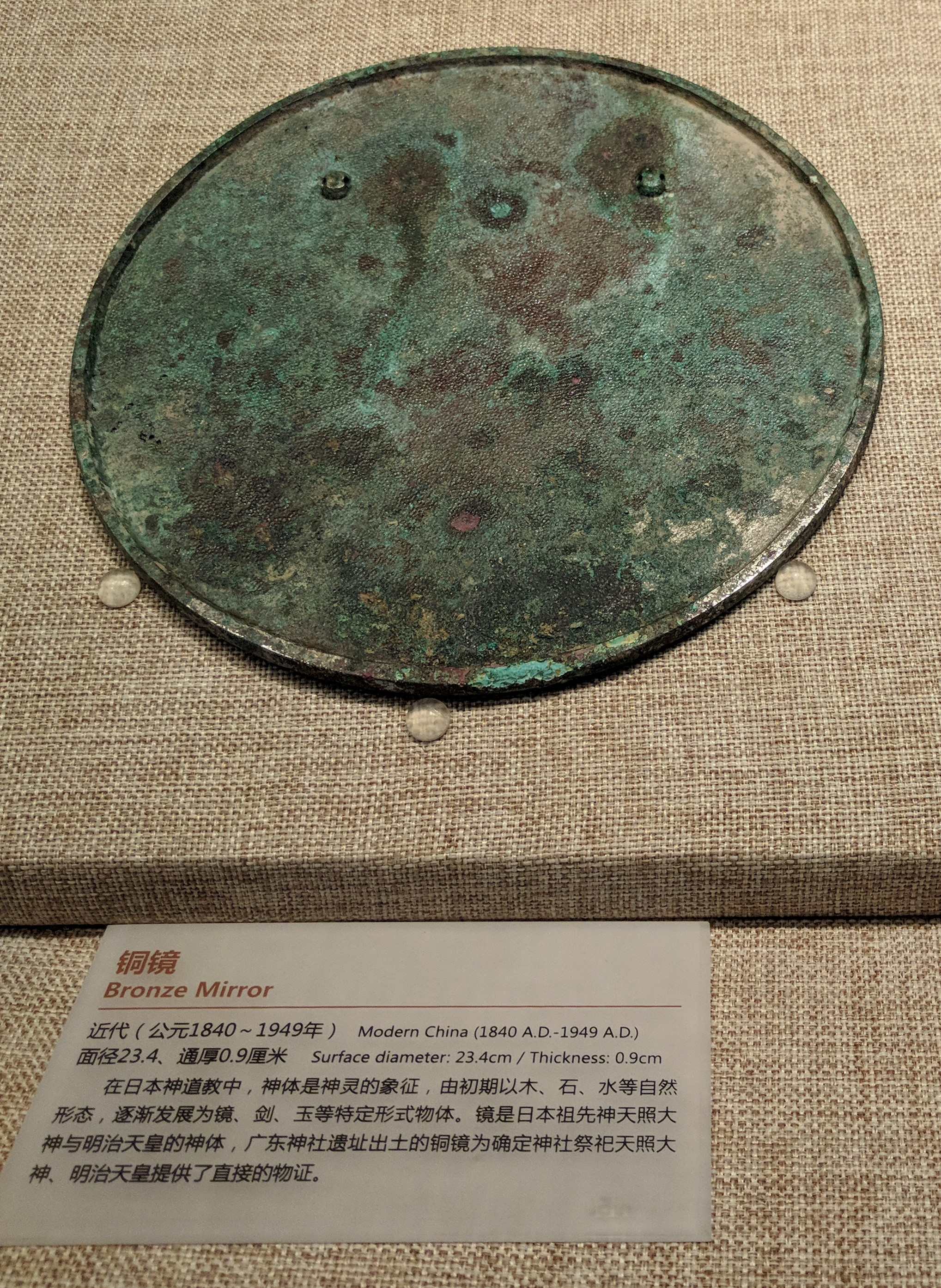
铜镜
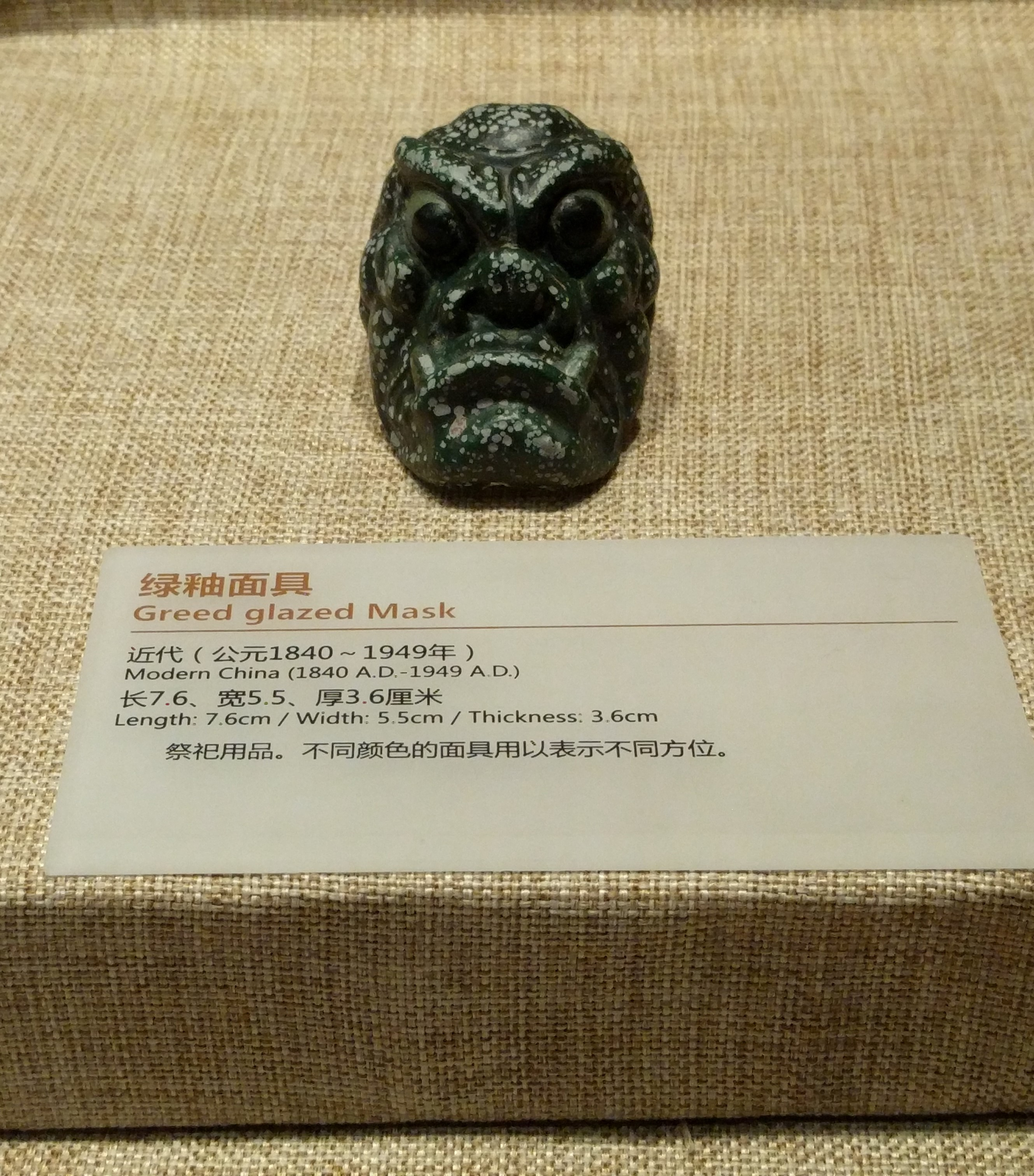
绿釉面具
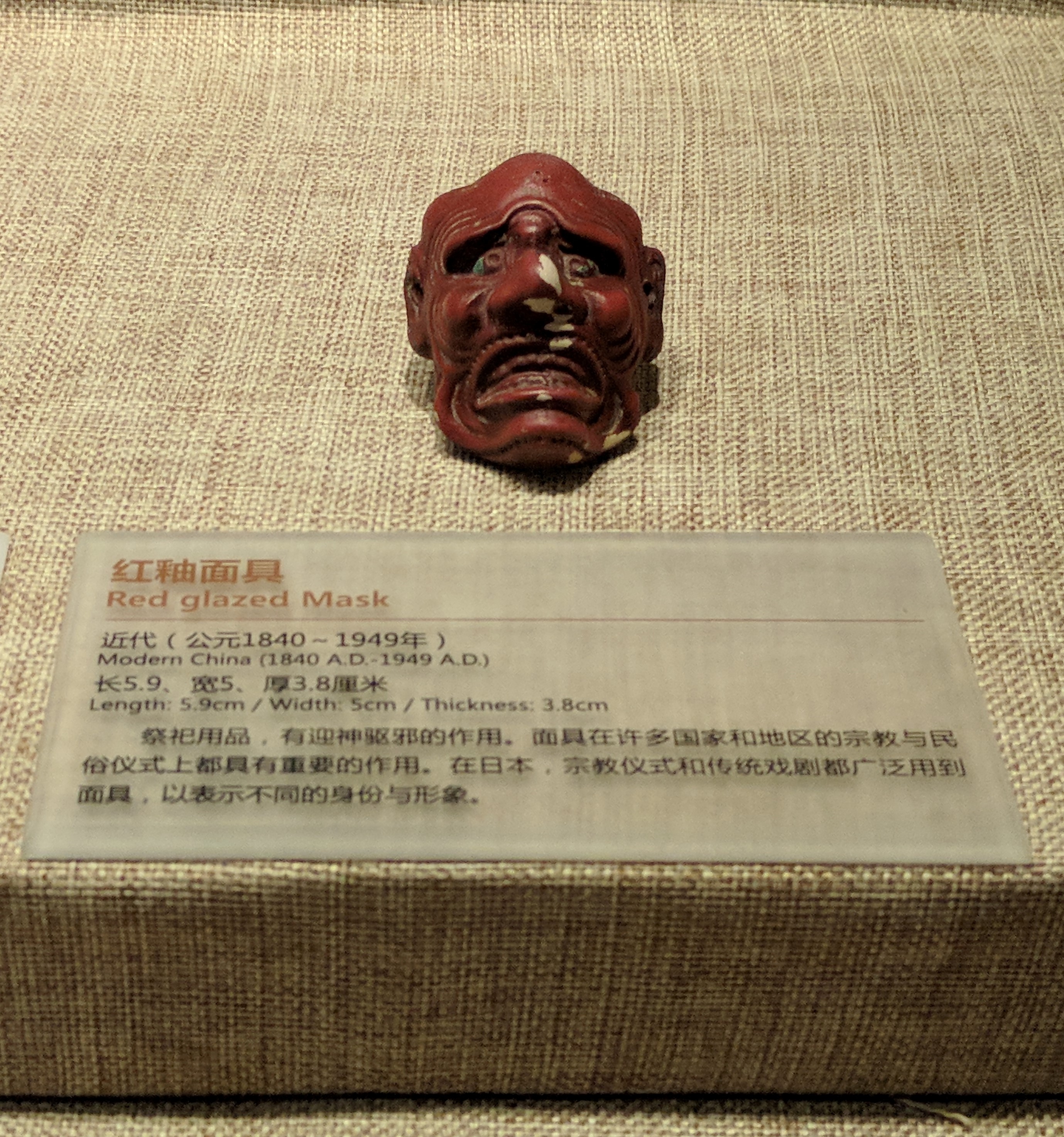
红釉面具

## 注解
1. ↑  存在不同说法，一说1938年以后。
2. ↑  鸟居不晚于1947年，军神屋被改造另用。